# Thermografie

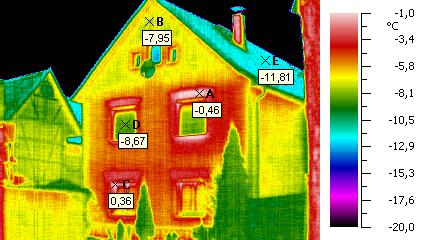
Bauthermografie: Flächen erhöhter Temperatur auf der ungedämmten Außenwand werden durch die Falschfarbe rot gekennzeichnet.

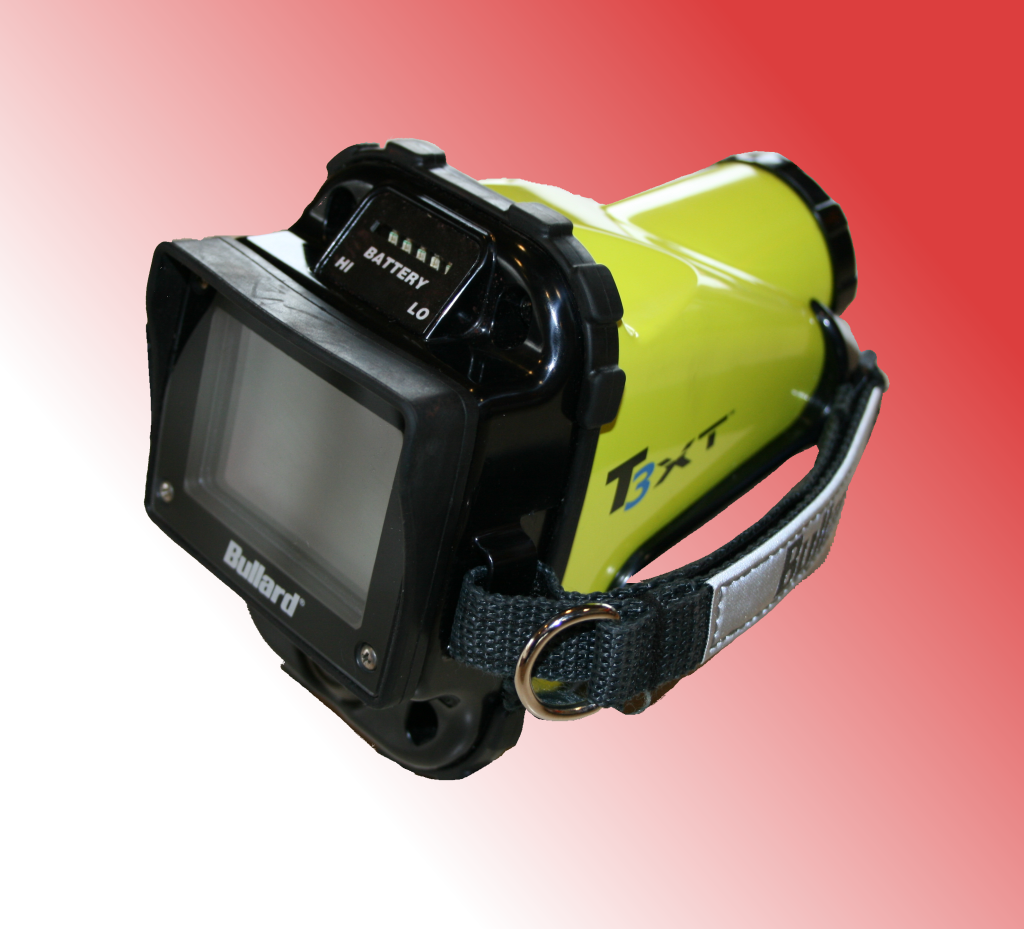
Mobile Wärmebildkamera

Die Thermografie oder Thermographie (von altgriechisch θέρμη thérmē „Wärme, Hitze“ oder θερμός thermós „warm, heiß“ und -graphie) ist ein bildgebendes Verfahren zur Anzeige der Oberflächentemperatur von Objekten. Dabei wird die Intensität der Infrarotstrahlung, die von einem Punkt ausgeht, als Maß für dessen Temperatur gedeutet.
Eine Wärmebildkamera wandelt die für das menschliche Auge unsichtbare Infrarotstrahlung in elektrische Signale um. Daraus erzeugt die Auswerteelektronik ein Bild in Falschfarben, seltener ein Graustufenbild.
Im Gegensatz zur Nahinfrarotspektroskopie ist für die Thermografie keine externe Lichtquelle erforderlich.

## Historisches
Der Astronom und Musiker Wilhelm Herschel entdeckte im Jahr 1800 die Wärmestrahlung, indem er Sonnenlicht durch ein Prisma lenkte und den Bereich hinter dem roten Ende des sichtbaren Spektrums mit einem Thermometer untersuchte. Die Temperatur stieg in diesem Bereich, und Herschel schloss daraus, dass dort eine unsichtbare Form von Energie wirksam sein müsse. Seine Bezeichnung „Wärmestrahlung“ ist auch heute noch üblich und wurde etwa 100 Jahre später durch „Infrarot“ – im deutschen Sprachraum war einige Zeit auch der Begriff „Ultrarot“ geläufig – ersetzt.
Andere Forscher zweifelten seine Entdeckung zuerst an, weil noch nicht bekannt war, dass die Transparenz für IR stark von der Glassorte des Prismas abhängt. Auf der Suche nach einem besseren Material entdeckte 1830 der italienische Physiker Macedonio Melloni, dass Prismen aus kristallinem Steinsalz IR-Strahlung kaum dämpfen und dass sich Wärmestrahlung mit Linsen aus diesem Material bündeln lässt. Bereits ein Jahr vorher konnte Melloni die Messgenauigkeit erheblich steigern, indem er die relativ ungenauen Quecksilberthermometer durch die von ihm erfundene Thermosäule ersetzte. Beides – Linsen aus Steinsalz und Anordnungen von Thermosäulen – waren die wesentlichen Bauelemente der ersten Wärmekameras.
Die Temperaturverteilung auf Oberflächen (so genannte „Wärmebilder“) wurden 1840 von Herschel durch unterschiedliche Verdampfungsraten eines dünnen Ölfilms sichtbar gemacht. Später ermittelte man die Temperatur durch unmittelbaren Kontakt mit ausgedrücktem Thermopapier, das sich bei Berührung mit ausreichend warmen Oberflächen verfärbt. Alle diese Verfahren haben sehr an Bedeutung verloren, weil sie nur in einem eng begrenzten Temperaturbereich funktionieren, weder zeitliche Änderungen noch geringe Temperaturunterschiede anzeigen und bei gekrümmten Oberflächen schwierig zu handhaben sind. Im Vergleich zur heute allgemein verwendeten kontaktlosen Technik waren sie aber erheblich billiger.
Der Durchbruch in der Entwicklung der kontaktlosen Temperaturmessung gelang Samuel Pierpont Langley im Jahr 1880 mit der Erfindung des Bolometers. Einsatzbereiche waren unter anderem Aufspüren von Eisbergen und verborgener Personen. Die weitere Entwicklung vor allem auf dem Gebiet der Bildgebung erfolgte meist im Geheimen und Forschungsberichte durften wegen militärischer Geheimhaltungsvorschriften erst nach 1950 veröffentlicht werden. Seit etwa 1960 sind die Geräte auch für nichtmilitärische Zwecke erhältlich.
Die Technik der Bildgebung hat sich in der allgemeinen Verwendung inzwischen grundlegend geändert. Eine Wärmebildkamera wandelt heutzutage die für das menschliche Auge unsichtbare Wärmestrahlung (Infrarotlicht) eines Objektes oder Körpers auch aus größerer Entfernung mit Hilfe von Spezialsensoren in elektrische Signale um, die durch Computer leicht verarbeitet werden können. Dadurch ist der Temperaturmessbereich (Dynamikumfang) deutlich ausgeweitet worden, zudem lassen sich winzige Temperaturunterschiede feststellen. Heutzutage wird Thermografie meist als Synonym für die Infrarotthermografie verwendet.

## Prinzip

Spektrale Verteilung der Intensität der Schwarzkörperstrahlung. Die Temperatur der Sonne ist orange, die Umgebungstemperatur rot gekennzeichnet.

Jeder Körper mit einer Temperatur oberhalb des absoluten Nullpunktes sendet Wärmestrahlung aus. Im Idealfall (Emissionsgrad {\displaystyle \varepsilon =1}) entspricht das Spektrum der ausgesandten Strahlung dem eines Schwarzen Strahlers, bei realen Oberflächen weicht es ab (siehe dazu Emissizität). Bei polierten Metallflächen sinkt {\displaystyle \varepsilon } im IR-Bereich auf Werte unter 0,1. Bei üblichen Baumaterialien gilt {\displaystyle \varepsilon \approx 0{,}9}.
Mit steigender Temperatur verschiebt sich das ausgesandte Spektrum zu kürzeren Wellenlängen (Wiensches Verschiebungsgesetz).
Die Thermografie wird bevorzugt im infraroten Bereich eingesetzt, also bei Objekttemperaturen um 300 K, die im Bereich der gewöhnlichen Umgebungstemperaturen um 20 °C liegen. Damit die Messungen an weiter entfernt liegenden Objekten nur wenig durch die zwischen Objekt und Kamera liegende Atmosphäre verfälscht werden, arbeiten die Kameras in der Regel in eingeschränkten Wellenlängenbereichen, in denen die Atmosphäre kaum Eigenstrahlung emittiert (und absorbiert). Ein solches „Fenster“ liegt beispielsweise im Bereich von etwa 8 bis 14 µm (siehe atmosphärische Gegenstrahlung / atmosphärisches Fenster).
Drei Wärmeleistungen tragen zum Ergebnis bei:
- Den Hauptanteil PObjekt strahlt das Messobjekt selbst ab, dessen Oberfläche einen möglichst hohen Emissionsgrad besitzen soll.
- Die Gegenstände der Umgebung, aber auch die Sonne strahlen Energie PUmgebung ab, der Anteil {\displaystyle (1-\varepsilon )} wird am Messobjekt gestreut und addiert sich zum Ergebnis. Dieser störende Zusatz ist bei glatten Metalloberflächen besonders ausgeprägt.
- Die dazwischenliegende Luft liefert ihrerseits PLuft.

Alle drei Anteile werden beim Durchlaufen der Luft geschwächt, für Entfernungen um zwei Meter kann man mit einem Transmissionsgrad von {\displaystyle \tau \approx 0{,}9} rechnen.
Die gesamte empfangene Leistung berechnet sich zu
{\displaystyle P_{\text{Gesamt}}=\varepsilon \tau P_{\text{Objekt}}+(1-\varepsilon )\tau P_{\text{Umgebung}}+(1-\tau )P_{\text{Luft}}}
Streustrahlung von Sonnenlicht und heißen, seitlichen Strahlern sind bei sorgfältiger Messung am leichtesten zu vermeiden. Problematisch ist aber die Strahlungsleistung der Luftmasse zwischen Objekt und Sensor, wenn der Abstand zunimmt. Deshalb sind erdgebundene Infrarotteleskope nur für die Beobachtung der relativ nahen Sonne brauchbar. Weiter entfernte Objekte lassen sich nur erkennen, wenn die Dicke der Luftschicht (wie beim Stratosphären-Observatorium für Infrarot-Astronomie) stark verringert oder (wie bei Wide-Field Infrared Survey Explorer und Spitzer-Weltraumteleskop) ganz ausgeschaltet wird.

## Mögliche Messfehler
Reale Flächen emittieren weniger Strahlung als ein Schwarzer Strahler. Das Verhältnis wird als Emissionsgrad bezeichnet und liegt zwischen ε = 0…1. Diese Eigenstrahlung (Emission) ist von der Temperatur abhängig und wird vom Material und der Oberflächenbeschaffenheit beeinflusst.
Zur emittierten Strahlung kommt auch die aus der Umgebung reflektierte Strahlung, jedoch kann eine IR-Kamera das Verhältnis der Anteile nicht erkennen, so dass für die Kamera jede Strahlung emittierte Strahlung ist. Für polierte Metallflächen ist die Emission in weiten Spektralbereichen besonders klein.
So wird beispielsweise eine Eisenplatte einheitlicher Temperatur 30 °C = 303 K, deren Oberfläche streifenweise verrostete und polierte Zonen zeigt, wegen der stark unterschiedlichen Emissionsgrade einen „Lattenzauneffekt“ im Wärmebild erzeugen. Aus dem Stefan-Boltzmann-Gesetz
{\displaystyle P=\varepsilon (T)\cdot \sigma \cdot A\cdot T^{4}}
folgt für die abgestrahlte Leistung pro Flächeneinheit
{\displaystyle {\frac {P_{\text{poliert}}}{P_{\text{verrostet}}}}={\frac {0{,}05}{0{,}85}}=0{,}059}
Die Wärmebildkamera wertet nur die empfangenen Leistungen der unterschiedlichen Bereiche aus, wodurch sich ein Verhältnis der absoluten Temperaturen von
{\displaystyle {\frac {T_{\text{poliert}}}{T_{\text{verrostet}}}}={\sqrt[{4}]{0{,}059}}=0{,}49}
errechnet. Wird die Wärmebildkamera so eingestellt, dass der verrosteten Oberfläche 303 K, also ungefähr 30 °C, zugeordnet wird, sollte sie den polierten Streifen die absolute Temperatur 149 K zuordnen, das entspricht −124 °C. Tatsächlich wird durch die reflektierte Strahlung eine deutlich höhere Temperatur angezeigt werden.
An jeder Wärmebildkamera lässt sich der vermutete Emissionsfaktor vorwählen. Würde man diesen so einstellen, dass die Temperatur der polierten Flächen mit der Wirklichkeit übereinstimmt, würde dieses Messgerät von den verrosteten Stellen so viel mehr Strahlungsleistung registrieren, dass es eine Temperatur von 342 °C = 615 K errechnen würde. Temperaturmessungen durch Strahlungsmessungen sind also mit Vorsicht zu betrachten, falls möglich und nötig kann man auf homogenen Oberflächen mit einem normalen Thermometer einen Referenzpunkt messen und damit die Strahlungsmessung kalibrieren. Muss die Temperatur blanker Metalloberflächen bestimmt werden, empfehlen Messgerätehersteller, eine ausreichend große Fläche zu lackieren oder mit Klebeband abzudecken.
Der Einfluss der Temperatur auf den Emissionsgrad kann bei Messungen im Temperaturbereich von 0 °C bis 100 °C in den meisten Fällen vernachlässigt werden.
Viele Nichtmetalle besitzen im mittleren Infrarot einen Emissionsgrad nahe eins. Beispiele sind Glas, mineralische Stoffe, Farben und Lacke beliebiger Farbe, Eloxalschichten beliebiger Farbe, Plastwerkstoffe (außer Polyethylen; siehe nebenstehende Bilder), Holz und andere Baustoffe, Wasser und Eis. Dadurch wird die Temperaturmessung weniger fehlerhaft.
Die Temperatur von Oberflächen mit geringem Emissionsgrad dagegen wie die von spiegelnden Metallen oder infrarot-transparenten Stoffen lässt sich mit Thermografie nicht verlässlich bestimmen.

## Verfahrensvarianten

### Passive Thermografie
Bei der passiven Thermografie wird die durch die Umgebung oder den Prozess bedingte Temperaturverteilung der Oberfläche erfasst. Dies wird beispielsweise in der Bautechnik zum Auffinden von Wärmebrücken oder an technischen Geräten im Betrieb genutzt, um Verlustwärmequellen und Defekte zu erkennen. Eine weitere Anwendung ist z. B. die indirekte Prozessüberwachung beim Spritzgießen, indem der Abfluss der durch die Schmelze eingetragenen Wärme am entformten Bauteil beobachtet und zur Prüfung und Nachregelung von Prozessparametern genutzt wird. Bedingt durch die unterschiedlichen Abkühlgeschwindigkeiten oberflächennaher und -ferner Bereiche ergeben sich Wärmeströme innerhalb des Bauteils. Innenliegende Strukturen wie unbeabsichtigte Fehlstellen können dabei wie eine thermische Barriere wirken, sodass sich dies durch eine veränderte Temperaturverteilung an der Oberfläche äußert.

### Aktive Thermografie
Aktive Thermografie dient dazu, verborgene Strukturen bzw. Strukturfehler zu entdecken, die sich durch einen lokal veränderten Wärmefluss aufgrund abweichender Wärmeleitfähigkeit zeigen. Hierzu muss das zu prüfende Bauteil thermisch angeregt werden, um einen Wärmefluss im Objekt zu erzeugen (DIN 54190-1). Es wird periodische Anregung, z. B. bei der Lock-in-Thermografie, und einmalige Anregung angewendet (Impuls-Thermografie) unterschieden.
Inhomogenitäten beeinflussen den Wärmeabfluss in das Bauteilinnere (Anregung und Kamera auf der gleichen Seite, sogenannte Reflexionsanordnung) oder durch das Bauteil hindurch (Anregung von hinten, also transmissiv, z. B. bei beidseitig zugänglichen Wandungen, Gehäusen, Karosserieteilen anwendbar) und führen dadurch zu lokalen Temperaturunterschieden an der Oberfläche.
Die thermische Anregung kann folgendermaßen erfolgen:
- Optisch mittels Blitzlampen oder Laserstrahlung, indem die Strahlung an der Oberfläche absorbiert wird.
- Bei der Ultraschallanregung wird Ultraschall in das Bauteil eingekoppelt, der vorzugsweise an Defekten gedämpft oder an losen Kontaktstellen durch Reibung in Wärme umgewandelt wird und folglich zu einer lokalen detektierbaren Erwärmung führt.
- Induktive Erwärmung wird bei Metallen, vorzugsweise bei Eisenwerkstoffen, angewendet. Auch Kohlefaserverbundwerkstoff lässt sich induktiv anregen. Hier verursachen z. B. Brüche in den leitfähigen Fasern eine verringerte Wärmeerzeugung.

Erfahrungsgemäß gilt u. a. bei Kunststoffen, dass lediglich Fehler erkannt werden können, deren Tiefe im Bauteil maximal ihrer auf die Oberfläche projizierten Ausdehnung entspricht.
Bei der Lock-in-Thermografie erfolgt die Anregung intensitätsmoduliert und periodisch. Die Lock-in-Thermografie ist frequenzselektiv, d. h., sie spricht nur auf Temperaturänderungen bei der spezifischen Anregungsfrequenz an. Das durch eine pixelweise diskrete Fourieranalyse erhaltene Phasenbild zeigt daher im Gegensatz zum Amplitudenbild unabhängig von der Ausleuchtungsqualität und dem Emissionsgrad die thermischen Strukturen unterhalb der Oberfläche. Die Eindringtiefe hängt primär von der Modulationsfrequenz und der Temperaturleitfähigkeit ab. Je geringer die Anregungsfrequenz ist, desto höher sind die Eindringtiefe und auch die erforderliche Messzeit.
Die aktive Thermografie eignet sich besonders zur berührungslosen Untersuchung von homogenen großflächigen und dünnwandigen Bauteilen einfacher Geometrie. Bei Kunststoffen ist die Anwendung meist auf geringe Wandstärken im Millimeterbereich beschränkt. Thermografie kann vor allem oberflächennahe dreidimensionale Fehler darstellen, aber auch flächige Fehler wie Delaminationen, fehlende Anbindung bei Schweißnähten oder das Fehlen von Faserlagen erfassen. Selbst das Fehlen einzelner Rovings in Faserverbundbauteilen wie Rotorblättern von Windturbinen kann erfasst werden.
Mit aktiver Thermografie lassen sich auch z. B. Lackschäden an Fahrzeugen auffinden.

#### Vor- und Nachteile
Nachteilig sind u. U. die thermische Belastung sowie die Kosten und Gefahren der Anregungsquelle. So sind die für die optische Anregung verwendeten Lichtquellen potentiell augengefährlich. Magnetfelder bei der induktiven Anregung sind teilweise höher als die Vorsorgegrenzwerte. Die mit der Tiefe schnell sinkende Auflösung ist ein Nachteil gegenüber anderen bildgebenden Verfahren.
Die Vorteile der Materialprüfung mittels aktiver Thermografie ergeben sich aus den speziellen Anwendungsfällen. So ist es möglich – im Gegensatz zur Röntgenprüfung – ohne ionisierende Strahlung zu arbeiten. Es sind einseitig zugängliche Flächen prüfbar. Es können z. B. auch mittels Bildauswertung große Flächen in einem Schritt geprüft werden.

### Thermografie zur Erkennung von Sportverletzungen
Seit 2010 wird die Thermografie auch im Sport verwendet. Zunächst wurde hiermit nach Verletzungen/Störungen bei Rennpferden gesucht, die man ja nicht fragen konnte, wo es weh tut. Inzwischen wird sie systematisch bei Sportlern angewendet. Im Fußball dient es nach Training und Wettkampf zur Früherkennung von Prellungen und hat sich bewährt. Hierbei werden thermografische Aufnahmen von beiden Beinen gemacht. Temperaturunterschiede von mehr als 0,4 Grad an derselben Stelle recht/links gelten als auffällig und erfordern demnach eine sportmedizinische Überprüfung. Inzwischen hat man sich auch international auf einheitliche Standards für den Sport verständigt, um die thermografischen Aufnahmen nach den gleichen Prinzipien zu erstellen und so vergleichen zu können.

## Bilderzeugung
Zur Bilderzeugung im mittleren Infrarot werden kalibrierte Wärmebildkameras verwendet.

Thermografieaufnahmen von Musikern mit einer Wärmebildkamera. Die warmen Areale zeigen besonders beanspruchte Muskelbereiche, welche oft durch Überforderung zu gesundheitlichen Belastungen werden.

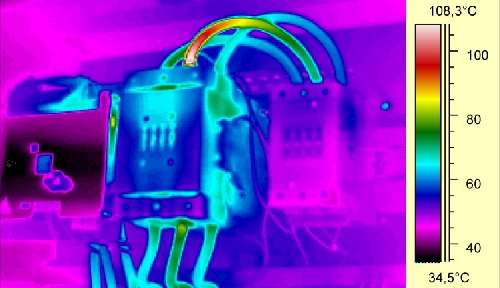
Anhand der Erwärmung (weiß-rot-gelb) erkennbare, heiße Anschlussstelle und Kabelende an einem Schütz, üblicherweise aufgrund erhöhtem Übergangswiderstands am Anschluss

Aufgebaut ist eine Wärmebildkamera im Prinzip wie eine normale elektronische Kamera für sichtbares Licht, die Sensoren unterscheiden sich aber in Aufbau und Funktionsweise je nach zu detektierender Wellenlänge. Es ist nicht möglich, mit herkömmlichen Filmen solch langwellige Strahlung aufzunehmen.
Durch ein Objektiv wird ein Bild auf einen elektronischen Bildsensor projiziert. Kameras für den Wellenlängenbereich von 8 bis 14 µm verwenden Objektive aus einkristallinem Germanium oder Zinkselenid. Auch einkristallines Natriumchlorid wäre geeignet, ist aber feuchteempfindlich.
Als elektronische Bildsensoren werden oft tief gekühlte Fotohalbleiter verwendet, Mikrobolometerarrays, Thermopilearrays oder pyroelektrische Sensoren müssen hingegen nicht zwingend gekühlt werden.
Die photoelektrisch arbeitenden Detektoren werden oft auf Temperaturen um 77 K (flüssiger Stickstoff) gekühlt, damit die Sensoren überhaupt als Fotoempfänger arbeiten können. Die thermische Empfindlichkeit (Temperaturauflösung) des Thermografiesystems lässt sich gegenüber ungekühlten Systemen entscheidend erhöhen. Auch ungekühlte Infrarot-Sensoren werden oft thermoelektrisch thermostatiert, um Signaldrift der Empfänger-Elemente zu verringern. Solche Geräte sind deutlich kleiner und kostengünstiger als tief gekühlte Systeme. Sie liefern aber ein vergleichsweise schlechteres Ergebnis.
Die Detektorzelle eines Mikrobolometerarrays besteht aus einer nur wenige Mikrometer dicken, absorbierenden Scheibe, welche durch zwei gebogene Kontakte gehalten wird (sogenannte Mikrobridges). Die Scheiben bestehen aus einem Material mit einem stark temperaturabhängigen Widerstand (zum Beispiel Vanadiumoxid). Die absorbierte Infrarotstrahlung führt zu einer Temperaturerhöhung des Scheibchens, was wiederum den Widerstand ändert. Der gemessene Spannungsabfall wird als Messsignal ausgegeben.
Pyroelektrische Sensoren liefern dagegen nur bei Temperaturänderung eine Spannung mit sehr hoher Quellimpedanz.
Pyrometrische Sensoren benötigen einen mechanischen Chopper, Mikrobolometerarrays zumindest eine periodische Abschattung des Bildsensors. Der Grund ist bei pyrometrischen Sensoren, dass diese nur auf Temperaturänderungen reagieren können. Bei Bolometerarrays dient der Chopper oder shutter dazu, ein Dunkelbild zu gewinnen, welches als sensorspezifische Referenz (jedes Pixel besitzt einen individuell unterschiedlichen Widerstand) vom aufgenommenen Bild Pixel für Pixel abgezogen wird.

## Normen für die Thermografische Prüfung
Deutsches Institut für Normung (DIN)
- DIN 54162, Zerstörungsfreie Prüfung – Qualifizierung und Zertifizierung von Personal für die thermografische Prüfung – Allgemeine und spezielle Grundlagen für Stufe 1, 2 und 3
- DIN 54190-1, Zerstörungsfreie Prüfung – Thermografische Prüfung – Teil 1: Allgemeine Grundlagen
- DIN 54190-2, Zerstörungsfreie Prüfung – Thermografische Prüfung – Teil 2: Geräte
- DIN 54190-3, Zerstörungsfreie Prüfung – Thermografische Prüfung – Teil 3: Begriffe
- DIN 54191, Zerstörungsfreie Prüfung – Thermografische Prüfung elektrischer Anlagen
- E DIN 54192, Zerstörungsfreie Prüfung – Aktive Thermografie
- DIN EN 13187, Wärmetechnisches Verhalten von Gebäuden – Nachweis von Wärmebrücken in Gebäudehüllen – Infrarot-Verfahren
- DIN EN ISO 9712, Personal der zerstörungsfreien Prüfung nach DIN EN ISO 9712:2012 – Verfahren Thermografie (TT)

International Organization for Standardization (ISO)
- ISO 6781, Thermal insulation – Qualitative detection of thermal irregularities in building envelopes – Infrared method
- ISO 18434-1, Condition monitoring and diagnostics of machines – Thermography – Part 1: General procedures
- ISO 18436-7, Condition monitoring and diagnostics of machines – Requirements for qualification and assessment of personnel – Part 7: Thermography

## Weiterführende Literatur

### Allgemein
- T. Hochrein u. a.: ZfP: Ich sehe was, was du nicht siehst. In: Kunststoffe. 11/2013, S. 70–74.
- G. Busse: Thermal wave generator for imaging thermal structures. Patent, Nr. DE 3217906  A1, 17. November 1983.
- G. Busse, D. Wu, W. Karpen: Thermal wave imaging with phase sensitive modulated thermography. In: Journal of Applied Physics. 71/1992, S. 3962.
- B. Köhler: Verfahren der zerstörungsfreien Prüfung und Materialcharakterisierung für Kunststoffe. SKZ-Seminar „Qualitätssicherung bei der Verarbeitung von Faserver-bundwerkstoffen“, Halle 2010.
- D. Wu: Lockin-Thermografie für die zerstörungsfreie Werkstoffprüfung und  Werkstoffcharakterisierung. Dissertation. Universität Stuttgart, 1996.
- J. Aderhold, G. Dobman, M. Goldammer, W. Pia, T. Hierl: Leitfaden zur Wärmefluss-Thermographie – Zerstörungsfreie Prüfung mit Bildverarbeitung. Fraunhofer-Allianz Vision Erlangen, 2005.

### Ultraschall-Anregung
- A. Dillenz, T. Zweschper, G. Busse: Elastic wave burst thermography for NDE of subsurface features. In: Insight. 42/2000, S. 815.
- J. Rantala u. a.: Amplitude modulated lockin vibrothermography for NDE of polymers and composites. In: Research in Nondestructive Evaluation. 7/1996, S. 215.

### Induktive Anregung
- J. Vrana: Grundlagen und Anwendungen der aktiven Thermographie mit elektromagnetischer Anregung. Dissertation. Universität des Saarlandes, 2008.
- G. Riegert: Induktions-Lockin-Thermografie – ein neues Verfahren zur zerstörungsfreien Prüfung. Dissertation. Fakultät Luft- und Raumfahrttechnik und Geodäsie an der Universität Stuttgart, 2007.

### Puls-Phasen-Thermografie
- T. Krell, J. Wolfrum, B. Deus: Puls-Phasen-Thermografie an definiert geschädigten und reparierten Faserverbundbauteilen. DGZfP Thermografie-Kolloquium, Stuttgart, 27.–28. September 2007.